# 陣內孝則
陣内 孝則（1958年8月12日- ），日本的演員、歌手、主持人、導演。

## 出演作品

### 電視劇
- 幕末青春塗鴉 坂本龍馬（1982年、日本電視台）飾 安岡嘉助（日语：安岡嘉助）
- 阿優（1983年、TBS）飾 幸吉
- 父親的禮物（1985年6月17日 - 7月12日、NHK）
- 飯咖哩（1986年4月3日 - 6月26日、富士電視台）飾 坂本明
- 一家團圓物語（1986年8月23日 - 9月27日、TBS）飾 榮二郎
- 盛氣凌人（1986年10月30日、富士電視台）
- 戀愛時間（1986年10月18日 - 12月20日、日本電視台）飾 桑原盛之助
- 結婚物語（1987年2月14日 - 3月28日、日本電視台）飾 大島正彥
- 新婚物語（1988年10月8日 - 1989年1月28日）
- NHK大河劇
  - 獨眼龍政宗（1987年）飾 豐臣秀次
  - 太平記（1991年）飾 佐佐木道譽
  - 毛利元就（1997年）飾 陶晴賢
  - 軍師官兵衛（2014年）飾 宇喜多直家
  - 麒麟來了（2020年）飾 今井宗久
- 我的大姊飛行員（1987年8月18日 - 9月22日、TBS）飾 川崎敬詩
- 猛龍笑將（1988年1月4日 - 3月21日、富士電視台）飾 澤田一樹
- 結婚真糟糕！（1988年6月29日 - 8月17日、TBS）飾 小早川信孝
- 連續電視小說 青春家族（1989年4月3日 - 9月30日、NHK）飾 潮木史生
- 戀愛總動員（1989年10月16日 - 12月18日、富士電視台）飾 日色一平
  - 戀愛總動員SP（1990年4月4日）
- 野心之國 嵐之章（1989年10月28日 - 12月23日、日本電視台）飾 高杉晉作
- 求愛姊妹花（1990年4月12日 - 6月28日、富士電視台）飾 伊達正人
- 忠臣藏（1990年12月26日、TBS）飾 堀部安兵衛
- 1970我們的青春（1991年6月21日、富士電視台）
- 老師的最愛（1991年6月28日 - 9月20日、TBS）飾 神長仁
- 我的相親日記（1991年9月1日 - 1991年9月29日、TBS）
- PA三人組・回歸（1992年10月19日、TBS）
- 世界奇妙物語（富士電視台）
  - 春之特別篇「不被注意到的男人」（1992年）
  - 秋之特別篇「哟，鈴木！」（2000年）飾 鈴木博
- 俺的寶貝！春風莊異聞（1992年4月23日、日本電視台）
- 並木家的人們（1993年1月14日 - 3月25日、富士電視台）飾 並木清次
- 黃牌警告（1993年7月2日 - 9月24日、TBS）飾 福田正夫
- ざけんなョ5 致感嘆我之不幸的人們「世界最衰的男人」（1993年10月22日、富士電視台）
- 黃金少年（1993年、日本電視台）飾 Paul牧（日语：ポール牧）
- 戀棧夕陽情（1994年4月13日 - 6月29日、日本電視台）飾 三輪圭介
- 哥哥的選擇（1994年10月9日 - 12月25日、TBS）飾 小暮修司
- 名偵探 明智小五郎系列（富士電視台）飾 明智小五郎
  - 地獄的小丑（1994年12月9日）
  - 吸血螳螂（1995年7月28日）
  - 暗黑星（1996年1月19日）
  - 吸血鬼（1999年2月12日）
- 百萬保母（1995年1月13日 - 3月17日、富士電視台）飾 森尾修一
- 古畑任三郎SP「微笑的袋鼠」（1995年4月12日、富士電視台）飾 二本松晉
- 不要一個人（1995年7月6日 - 9月21日、富士電視台）飾 山岡研太郎
- 勝利的女神（1996年4月16日 - 6月25日、富士電視台）飾 片桐廉太郎
- 三毛貓福爾摩斯系列（朝日電視台）飾 片山義太郎
  - 三毛貓福爾摩斯的推理（1996年9月23日）
  - 三毛貓福爾摩斯的黃昏酒店（1998年2月21日）
- 跟蹤者誘惑的女人（1997年1月9日 - 3月20日、TBS）飾 森田柊志
- 交給我吧親愛的（1998年1月11日 - 3月29日、TBS）飾 淺井景虎
- 沉睡的森林（1998年10月8日 - 12月24日、富士電視台）飾 國府吉春
- 離天國最近的男人（TBS）飾 天童世死見 
  - 離天國最近的男人（1999年1月8日 - 3月19日）
  - 離天國最近的男人 炎之生命SP（1999年9月24日）
  - 離天國最近的男人 史上最強的大決戰SP（2000年12月29日）
  - 離天國最近的男人 教師篇（2001年4月13日 - 6月29日）
- 愛的界限（2000年7月3日 - 9月11日、日本電視台）飾 古賀英壽
- 請給我愛（2000年7月5日 - 9月20日、富士電視台）飾 葛井昴
- 虛擬少女（2000年1月15日 - 3月11日、日本電視台）飾 瀨名俊介
- 正義代書戰士（2001年1月11日 - 3月22日、富士電視台）飾 大野勇
- ハート（Heart/Hurt）（2001年9月3日 - 11月5日、NHK）飾 弘岡直
- 時空警察捜査一課系列（2001年 - 2005年、日本電視台）飾 伊能恭介
  - 時空警察 PART1（2001年12月30日）
  - 時空警察 PART2（2002年12月25日）
  - 時空警察 PART3（2003年12月28日）
  - 時空警察 PART4（2004年9月29日）
  - 時空警察 PART5（2005年1月5日）
- No.1男公關（2001年12月27日、TBS）飾 矢田部健三
- 溫柔待人（2002年1月7日 - 3月18日、富士電視台）飾 日向龍一
- 偵探家族（2002年7月13日 - 9月14日、日本電視台）飾 田中一郎
- 陰陽師☆安倍晴明〜王都妖奇譚〜（2002年、富士電視台）飾 橘影連
- 笑顏的法則（2003年4月13日 - 6月22日、TBS）飾 倉澤幸一
- 菊次郎和早紀系列（2003年 - 2007年、朝日電視台）飾 北野菊次郎
- 離婚女律師（2004年4月15日 - 6月24日、富士電視台）飾 山岡哲治
- Be-Bop-Highschool系列（2004年 - 2005年、TBS）飾 鬼島刑事
- 直到生命的電池耗盡（2004年4月22日 - 6月24日、朝日電視台）飾 末永誠一
- I'm Home 遙遠的家路（2004年11月15日 - 12月16日、NHK）飾 山野邊俊
- 德川綱吉 被喚為狗的男人（2004年12月28日、富士電視台）飾 淺野內匠頭
- 我們都曾經是小孩子（2005年1月11日 - 3月22日、富士電視台）飾 矢吹昭平
- 不愉快的基因（2005年1月17日 - 3月28日、富士電視台）飾  山本光
- 血疑（2005年6月15日 - 6月29日、TBS）飾 大島茂
- 一公升的眼淚（2005年10月11日 - 12月20日、富士電視台）飾 池內瑞生
- 里見八犬傳（2006年1月2・3日、TBS）飾  赤岩一角
- The Hit Parade～改變藝能界的男人・渡邊晉物語～（2006年5月26・27日、富士電視台）飾 植木等（日语：植木等）
- 偵探學園Q（2006年7月1日、日本電視台）飾 團守彥
- 名偵探柯南系列（讀賣電視台）飾 毛利小五郎
  - 第一作「致工藤新一的挑戰書 離別前的序章」（2006年10月2日）
  - 第二作「工藤新一的復活 與黑暗組織的對決」（2007年12月17日）
  - 第三作「致工藤新一的挑戰書 怪鳥傳説之謎」（2011年4月15日）
  - 連續劇「致工藤新一的挑戰書」（2011年7月7日 - 9月29日）
  - 第四作「工藤新一京都新撰組殺人事件」（2012年4月12日）
- 鐵板少女小茜!!（2006年10月15日 - 12月10日、TBS）飾 黑金銀造
- 來自神的一句話（2006年、WOWOW）飾 篠崎薰
- 冰點（2006年11月25・26日、朝日電視台）飾 高木裕介
- 隱蔽搜査（2007年3月10日、朝日電視台）飾 龍崎伸也
  - 隱蔽搜査2（2008年10月4日）
- 談判尤物（2008年1月10日 - 2月28日、朝日電視台）飾 桐澤圭吾
  - 談判尤物SP（2009年2月28日）
  - 談判尤物2（2009年10月22日 - 12月17日）
- 和田現子物語（2008年6月20日、富士電視台）飾 クニヤン
- Tomorrow〜明日驕陽～（2008年7月6日 - 9月7日、TBS）飾 蓮見洋治
- 妙廚老爹（2008年8月29日、富士電視台）飾 東山徹思
- 小兒救命（2008年10月16日 - 2月18日、朝日電視台）飾 柾陽介
- 平凡的奇蹟（2009年1月8日 - 3月19日、富士電視台）飾 藤本誠
- 東大落城（2009年1月14日、日本電視台）飾 佐佐淳行
- 不要忘記哥哥（2009年8月29日、日本電視台）飾 川井陽一
- 俠義看護（2009年9月10日・17日、富士電視台）飾 藤堂慶太郎
- 鐵之骨[[[Wikipedia:格式手册/链接#章節|錨點失效]]]（2010年7月3日 - 31日、NHK）飾 尾形總司
- 懸崖邊的繪里（2010年7月 - 9月、朝日電視台）飾 相原正造
- 頂尖神醫（2011年1月 - 3月、東京電視台）飾 桐生奠
- 再生巨流（2011年3月6日、WOWOW）飾 三瀨隆司
- CONTROL〜犯罪心理搜査〜 第10話・最終話（2011年3月15日・22日、富士電視台）飾 安齊昭典
- 餘命3個月、活著（2011年3月26日、富士電視台）飾 嘉門達夫
- Piece Vote（2011年7月 - 9月、日本電視台）飾 雄山雄一
- 推定有罪（2012年、WOWOW）飾 淺田邦生
- 三毛貓福爾摩斯的推理（2012年6月16日・23日、日本電視台）飾 金田廣造
- 敏行快跑（2012年7月 - 9月、朝日電視台）飾 鈴木
- 超越巴肯紀錄（2013年1月27日、北海道文化放送）飾 本田隆利
- 生命的足跡（2013年1月27日、NHK BS Premium）飾 日高修平
- 貓弁與透明人類（2013年4月22日、TBS）飾 大福徹二
- HAMU 公安警察之男 （2014年1月、富士電視台）飾 宇津木鷹實
- 刑事的十字架（2014年5月7日、東京電視台）飾 島田直治
- 獸醫先生、有事件了（2014年7月 - 9月、讀賣電視台）飾 健太郎
- Outburn～組織犯罪對策科·八神瑛子～（2014年8月9日、富士電視台）飾 戶塚讓治
- 松本清張 黑色畫集-草-（2015年3月25日、東京電視台）飾 桐嶋英司
- 黑星警部的密室搜査（2015年6月17日、東京電視台）飾 黑星光
- 錢之搜査官 西加音子（2016年2月15日、TBS）飾 堂島晉一郎
- 松本清張特別企劃「喪失的禮儀」（2016年3月30日、東京電視台）飾 須田浩平
- 不沉的太陽（2016年7月 - 9月、WOWOW）飾 岩合宗助
- 誤差（2017年、東京電視台）飾 立花亮介
- 派遣女醫X 第五季（2017年、朝日電視台）飾 豬又孝
- 松本清張特別企劃「犯罪的回送」（2018年7月2日、東京電視台）飾 小森修司
- TOP LEAGUE（2019年10月 - 11月、WOWOW）飾 阿久津康夫
- Fixer（2023年4月 - 5月、WOWOW）飾 大泉勇作
- 大奧（2024年1月 - 、富士電視台）飾 田安宗武

## 外部連結
- （日語）官方網站 （页面存档备份，存于）